# Szescsai légibázis
A Szescsai légibázis (cirill betűkkel: Сеща) katonai repülőtér Oroszország Brjanszki területén, Szescsa falu mellett. A repülőtéren az Orosz Légierő An–124 nehéz szállító repülőgépekkel felszerelt 566. szállítórepülő ezrede állomásozik.

## Története
A repülőtér építése 1931-ben kezdődött, majd 1932-ben települt oda a Vörös Légierő 9. nehézbombázó dandár, amely kora legnagyobb katonai repülőgépével, a TB–3 nehézbombázóval volt felszerelve. 1941-ben a repülőtérre települt a 47. vegyes repülő hadosztály parancsnoksága, valamint a hadosztály alárendeltségébe tartozó egyik ezred, a 140. gyorsbombázó ezred. Ez utóbbi egység ebben az időszakban kapta meg az SZB gyorsbombázókat, majd a Pe–2 zuhanóbombázókat. A repülőtérnek már az 1940-es évek elején két betonozott futópályája volt. A második világháború alatt a repülőtér német megszállás alatt volt.
1956-ban települt a szescsai repülőtérre az 566. szállítórepülő ezred. Ez az egység a második világháború alatt csatarepülő ezredként tevékenykedett, majd 1946-ban szállítórepülő ezreddé szervezték át. 1947-től a Tveri területen állomásozott, majd 1956-ban települt át a szescsai repülőtérre, ahol napjankban is állomásozik. A szállító repülő ezred 1956-tól Tu–4D deszant-szállító repülőgépeket, 1959-től An–12, 1970-től An–22 szállító repülőgépeket üzemeltetett. Az ezredet 1987-ben szerelték fel az An–124 nehéz szállító repülőgépekkel, amelyeket napjainkban is alkalmaznak. A 2020-as évek elején kb. két tucatnyi An–124-es volt a szállító-repülő ezred állományában, ezek kb. fele üzemelt, a többit a szescsai repülőtéren tárolják.
Az 566. szállító-repülő ezredet a 2009-es orosz haderőreform idején megszüntették, de 2014-ben újraszervezték.
A repülőteret a 224. repülőszázad nevű cég is használja. Az orosz védelmi minisztérium tulajdonában lévő, polgári célú teherfuvarozást végző cég Il–76-os repülőgépei is állomásoznak a szescsai repülőtéren, valamint a cég az 566. szállító-repülő ezred An–124-es repülőgépeit is igénybe veszi az üzleti célú repülésekhez.
Az Ukrajna elleni orosz invázió előtt a repülőtéren orosz vadászrepülőgépek és bombázók is megjelentek, 2022 áprilisában pedig korábban Belaruszban állomásozó orosz katonai helikoptereket is Szescsába telepítettek át. 2022. márciusi műholdfelvételeken Szu–34-es vadászbombázó repülőgélpek is láthatók. Egy Szescsában állomázósó Szu–34-est 2022 márciusában Csernyihivnél lelőtt az ukrán légvédelem. Ukrán források szerint a repülőtérről iráni gyártmányú Sahed 136-os cirkáló lőszereket is indítottak Kijev ellen. 2023 májusában ukrán dróntámadás érte a repülőteret, a támadásban egy An–124-es repülőgép megsemmisült egy másik megrongálódott.

## Balesetek
- 1976. december 21-én berepülés során a szescsai légibázisról felszálló és oda visszatérni tervező An–22-es repülőgép kb. 6000 m magasságból lezuhant, a hatfős személyzet életét vesztette. A balesetet az oldalkormány túlzott kitérítése okozta, ami miatt a gép a fordulóból lecsúszott és átesett. A baleset után az oldalkormányok kitérési szögét korlátozták (és azt tanácsolták a pilótáknak, hogy fordulóban egyáltalán ne használják az oldalkormányt, a fordulóhoz elég volt a magassági kormány kitérítése is).[9]
- 1977. június 8-án a szescsai repülőtéren egy An–22-es felszállás közben túlfutott a pályán, összetört és kiégett. A személyzet túlélte a balesetet, amelyet a magassági kormány elakadása okozott.[10]